# Let the Truth Be Told
Albums de Z-Ro
The Life of Joseph W. McVey
(2004) I'm Still Livin'
(2006)
Let the Truth Be Told est le neuvième album studio de Z-Ro, sorti le 12 avril 2005.
L'album s'est classé 14e au Top R&B/Hip-Hop Albums et 69e au Billboard 200.

## Liste des titres
| No  | Titre                                                 | Contient un (des) sample(s) de                                                 | Durée |
| --- | ----------------------------------------------------- | ------------------------------------------------------------------------------ | ----- |
| 1.  | Mo' City Don (Freestyle)                              | Paid in Full (Seven Minutes of Madness - the Cold Cut Remix) d'Eric B. & Rakim | 4:25  |
| 2.  | The Mule (featuring Devin the Dude et Juvenile)       |                                                                                | 4:29  |
| 3.  | Don't Wanna Hurt Nobody (featuring Trae et Lil' Boss) | Ain't Gonna Hurt Nobody de Brick                                               | 3:32  |
| 4.  | Platinum                                              |                                                                                | 3:31  |
| 5.  | It Don't Stop                                         |                                                                                | 3:41  |
| 6.  | I'm a Soldier                                         |                                                                                | 3:36  |
| 7.  | 1 Night (featuring Trae)                              | If Only for One Night de Luther Vandross                                       | 5:07  |
| 8.  | Help Me Please                                        |                                                                                | 5:00  |
| 9.  | Another Song                                          |                                                                                | 4:20  |
| 10. | Everyday, Samethang                                   |                                                                                | 4:18  |
| 11. | The Same One                                          |                                                                                | 3:57  |
| 12. | 1st Time Again (featuring Ashanti)                    | Fuck Faces de Scarface featuring Too $hort, Tela et Devin the Dude             | 4:31  |
| 13. | From the South (featuring Paul Wall et Lil' Flip)     | Let Call Up on Drank de Fat Pat                                                | 3:50  |
| 14. | Respect My Mind                                       | Cherish the Day de Sade                                                        | 5:00  |
| 15. | Ride 2 Night                                          |                                                                                | 4:33  |
| 16. | Auntie & Grandma                                      |                                                                                | 4:10  |
| 17. | It's a Shame                                          |                                                                                | 3:26  |